# Tolba / Tolva
Tolba / Tolva är en ort i Spanien.   Den ligger i provinsen Provincia de Huesca och regionen Aragonien, i den nordöstra delen av landet, 400 km nordost om huvudstaden Madrid. Tolba / Tolva ligger 698 meter över havet och antalet invånare är 178.
Terrängen runt Tolba / Tolva är lite kuperad.  Trakten runt Tolba / Tolva är nära nog obefolkad, med mindre än två invånare per kvadratkilometer. Närmaste större samhälle är Benavarri / Benabarre, 6,9 km väster om Tolba / Tolva. 